# Mihai Duca
Mihai Duca (n. 2 iunie 1922, Bârlad, județul Vaslui – d. 18 iulie 1998, Iași) a fost un medic român, profesor de microbiologie și virologie la Facultatea de Medicină din Iași, membru titular al Academiei de Științe Medicale din România.
Mihai Duca a condus Catedra de Microbiologie (Virologie și Bacteriologie) de la Institutul de Medicină și Farmacie din Iași și a fost rector al acestei instituții (1956 și 1964-1971).
A reprezentat, împreună cu soția sa, prof. Eugenia Duca, virusolog, România la OMS (Geneva), după 1971.

## Distincții
- titlul de Profesor universitar emerit al Republicii Socialiste România (26 iunie 1969) „în semn de prețuire a personalului didactic pentru activitatea meritorie în domeniul instruirii și educării elevilor și studenților și a contribuției aduse la dezvoltarea învățămîntului și culturii din patria noastră”[3]

## In memoriam
Unul din amfiteatrele Universității de Medicină și Farmacie „Grigore T. Popa” din Iași îi poartă numele.